# Scolecicara humesi
Scolecicara humesi är en kräftdjursart som beskrevs av Ho 1969. Scolecicara humesi ingår i släktet Scolecicara och familjen Taeniacanthidae. Inga underarter finns listade i Catalogue of Life.